# Universität Stendhal Grenoble III
Die Universität Stendhal Grenoble III (französisch Université Stendhal Grenoble III) war eine Universität in Grenoble in Frankreich. Sie ging aus der Aufspaltung der Universität Grenoble im Zuge des Loi Faure aus dem Jahr 1968 hervor und wurde 2016 mit den beiden anderen Universitäten zur Université Grenoble Alpes wiedervereinigt. 
Hauptsächliche Ausbildungsgebiete waren Fremdsprachen, alte und neue Literatur, Sprachwissenschaften und Journalismus. Der Schwerpunkt lag dabei in der Lehrerausbildung. 
Heutzutage befindet neben den traditionellen Fachbereichen auch das Sprachenzentrum (CUEF) der Universität Grenoble in den Räumlichkeiten.